# Omišalj
Omišalj [ˈɔmiʃaʎ] (dt.: Moschau, ital.: Castelmuschio) ist eine kleine Küstenstadt im Nordwesten der Insel Krk, Kroatien. 

## Geografie

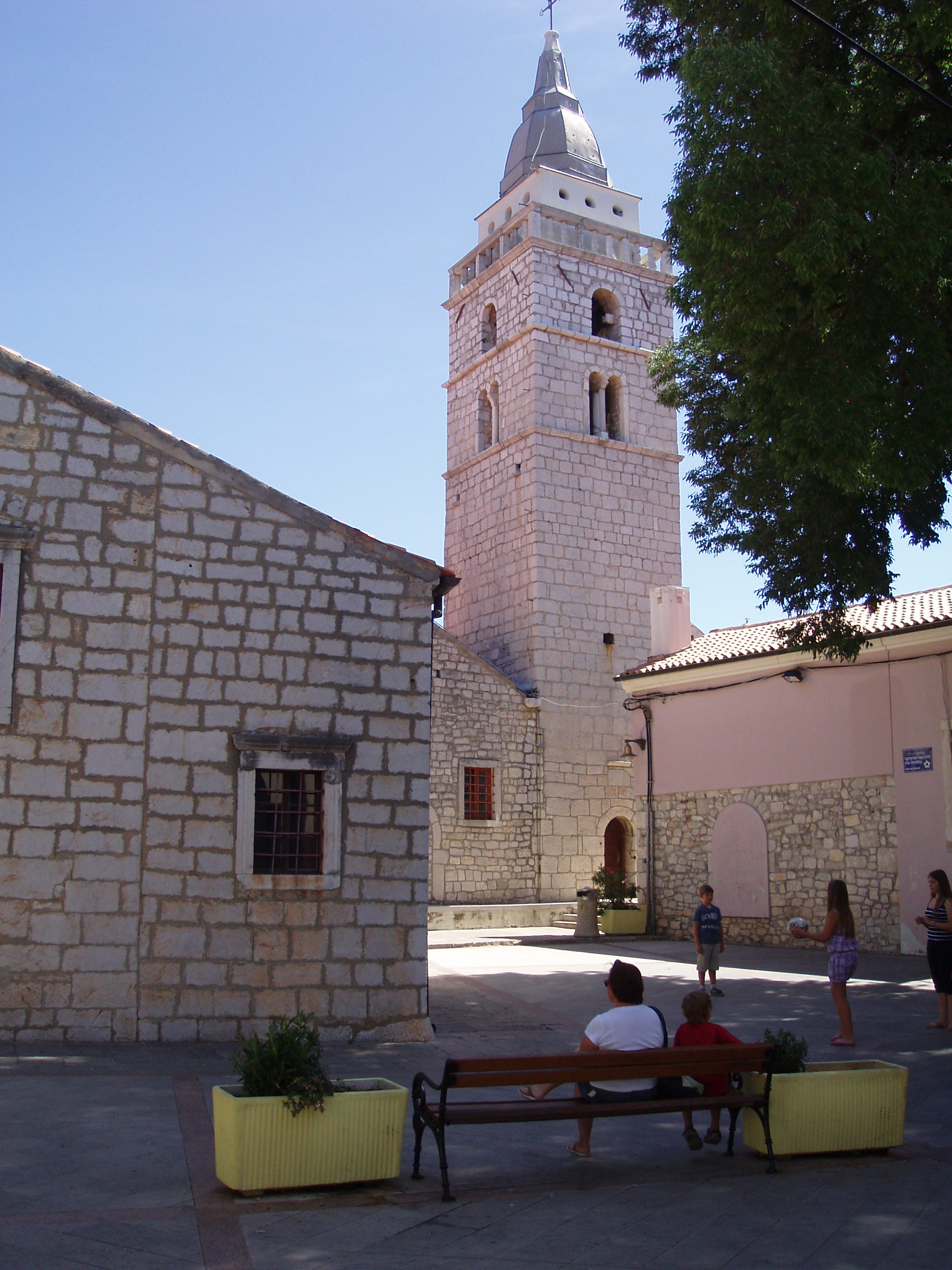
Omišalj – Kirche

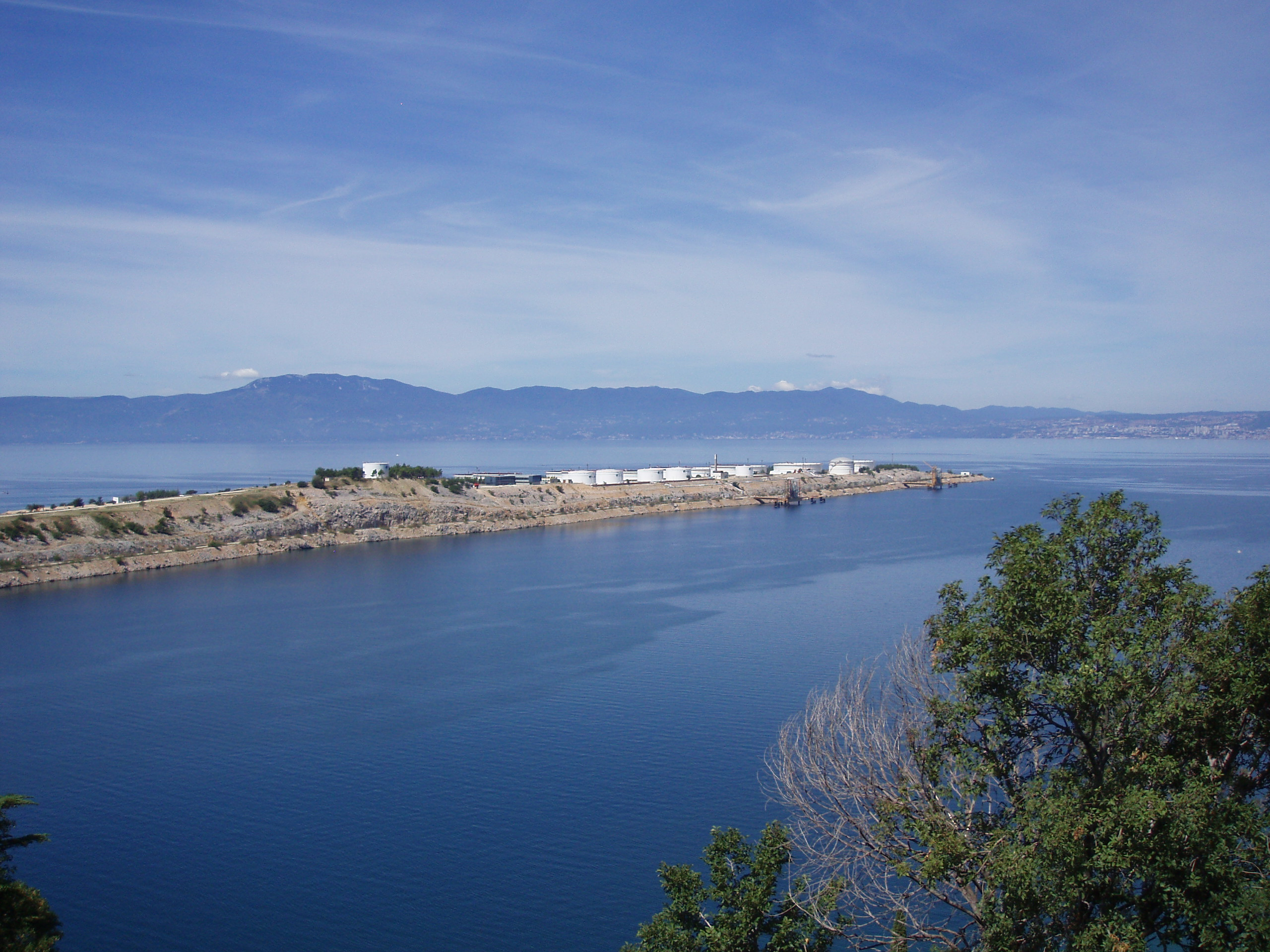
Halbinsel Mirim – Ölterminal

Die Bevölkerungsanzahl der gesamten Gemeinde beträgt 2992 (Volkszählung 2021). Davon leben 1115 Einwohner im Dorf Njivice und 1877 in Hauptort Omišalj.

## Geschichte
Omišalj wurde im 3. Jahrhundert von den Römern als Fulfinium gegründet. Ihre strategische Bedeutung bezieht sie aus der Lage auf einem 80 m hohen Felsen, von dem die Kvarner-Bucht zu überblicken ist. Aus der Zeit ihrer Gründung stammen die Überreste einer frühchristlichen Basilika. Im 12. Jahrhundert wurde Omišalj Castri musculi genannt (von lateinisch ad musculi, „bei den Muscheln“).

## Wirtschaft und Verkehr
Im modernen Omišalj befindet sich der internationale Flughafen von Rijeka und ein Tanklager. An Letzterem endet die südliche Fortsetzung der internationalen „Erdölleitung Freundschaft“. Der weitere Transport in die ganze Welt per Öltanker konnte bislang aufgrund von Umweltprotesten nicht realisiert werden.

## Persönlichkeiten
- Toma Jedrlinić (1798–1855), römisch-katholischer Geistlicher, Bischof von Dubrovnik